# Margaret Wilson
Margaret Wilson (fl. XX secolo) è stata una tennista australiana.

## Carriera
Nella sua carriera spicca la vittoria del doppio misto agli Australian Championships datata 1938, assieme al connazionale John Bromwich.

## Finali del Grande Slam

### Vinte (1)
| Anno | Torneo                   | Superficie | Compagno      | Avversarie in finale           | Punteggio |
| 1938 | Australian Championships | Cemento    | John Bromwich | Nancye Wynne Bolton Colin Long | 6–3, 6–2  |